# Королець квінслендський
Королець квінслендський (Heteromyias cinereifrons) — вид горобцеподібних птахів родини тоутоваєвих (Petroicidae). Ендемік Австралії.

## Опис
Верхівка голови птаха сірого кольору, горло біле, Покривні пера над вухами та верхня частина тіла оливково-коричневого кольору. На крилах білі плями. Живіт білого кольору, груди світло-сірі. Дзьоб і очі світло-коричневі.

## Поширення й екологія
Квінслендський королець є ендеміком східної частини півострова Кейп-Йорк в штаті Квінсленд. Ареал виду простягається від міста Кардвелл до річки Блумфілд. Мешкає в тропічних і субтропічних рівнинних і гірських лісах.

## Розмноження
Сезон розмноження триває з серпня по січень, за сезон може бути декілька виводків. Гніздо являє собою неглибоку чашу з кори, трави й сухого листя. В кладці 1-2 яйця жовтувато-коричневого, кремового або зеленувато-білого кольору, зі світло-коричневими плямками, розміром 26×19 мм.